# Аполлон-15 (Уорден один на орбите)
Пока астронавты Аполло́на-15 Дэвид Скотт (командир экипажа) и Джеймс Ирвин (пилот лунного модуля) исследовали поверхность Луны в районе Хэдли—Апеннины, у каньона Хэдли Рилл, пилот командного модуля Альфред Уорден почти трое суток работал один на окололунной орбите. Командно-служебный модуль «Аполлона-15» «Индевор» (англ. Endeavour — устремление), в отличие от предыдущих лунных экспедиций, был впервые оборудован модулем научных приборов (англ. Scientific Instruments Module). В нём находились: панорамная и картографирующая камеры, спектрометр гамма-лучей, рентгенофлуоресцентный спектрометр, спектрометр альфа-частиц, масс-спектрометр и лазерный высотомер. Уорден подготавливал эти приборы к работе и включал-выключал в строго определённые полётным планом моменты. Чтобы демонтировать и доставить на Землю отснятые кассеты панорамной и картографирующей камер, на обратном пути Уорден впервые в истории совершил выход в открытый космос в межпланетном пространстве.

## День первый
На 12-м витке после выхода «Аполлона-15» на окололунную орбиту лунный модуль «Фа́лкон» (англ. Falcon — сокол) с Дэвидом Скоттом и Джеймсом Ирвином на борту был отстыкован от командно-служебного модуля. Альфред Уорден отвёл «Индевор» на безопасное расстояние и вскоре перевёл его с орбиты снижения высотой 109,9 км х 19,1 км на почти круговую орбиту 120,8 км х 101,5 км. После того, как на 14-м витке «Фалкон» пошёл на посадку, Уорден начал готовить модуль научных приборов к работе. В начале 15-го витка (каждый виток продолжался почти ровно 2 часа), находясь над обратной стороной Луны, вне зоны радиовидимости, он включил панорамную и картографирующую камеры. Кроме того, Уорден фотографировал на фотокамеру кратеры Гагарин и Циолковский. Пока с «Индевором» не было связи, в Центре управления полётами в Хьюстоне произошла смена диспетчерских команд. Более того, команд стало две: одна начала контролировать параметры миссии на поверхности Луны, другая — параметры орбитальной миссии командно-служебного модуля. Операторов связи (англ. Capsule Communicator), тех, кто вёл непосредственные радиопереговоры с астронавтами, тоже стало двое.
Во время первого (после прилунения Скотта и Ирвина) пролёта «Индевора» над местом посадки «Фалкона» Уорден, по заданию Хьюстона, с помощью бортового секстанта, дававшего 28-кратное увеличение, провёл наблюдение места посадки. Это было необходимо для уточнения координат лунного модуля, с тем чтобы специалисты на Земле смогли в дальнейшем лучше спланировать поездки астронавтов по поверхности Луны, а после полёта с меньшими погрешностями интерпретировать фотографии, сделанные на Луне Скоттом и Ирвином. На наблюдения у Уордена было 2 минуты 51 секунда. Он доложил Хьюстону, что видит лунный модуль и что «Фалкон» стоит севернее кратера Индекс, примерно на полпути между Индексом и следующим кратером, расположенным в направлении Северного Комплекса кратеров. (До полёта планировалось, что «Фалкон» должен сесть прямо рядом с кратером Индекс). Уорден передал координаты «Фалкона» в ЦУП. Оператор связи сообщил ему, что Дэвид Скотт как раз в это время осуществляет «стоячий» выход из лунного модуля, открыв верхний люк корабля (используемый после стыковок для перехода в командный модуль) и высунувшись наружу по пояс. На послеполётном опросе Уорден рассказывал, что сначала он разглядел в секстант длинную тень (длиной 22 м), которую отбрасывал на поверхности лунный модуль, а после этого смог рассмотреть и сам «Фалкон».

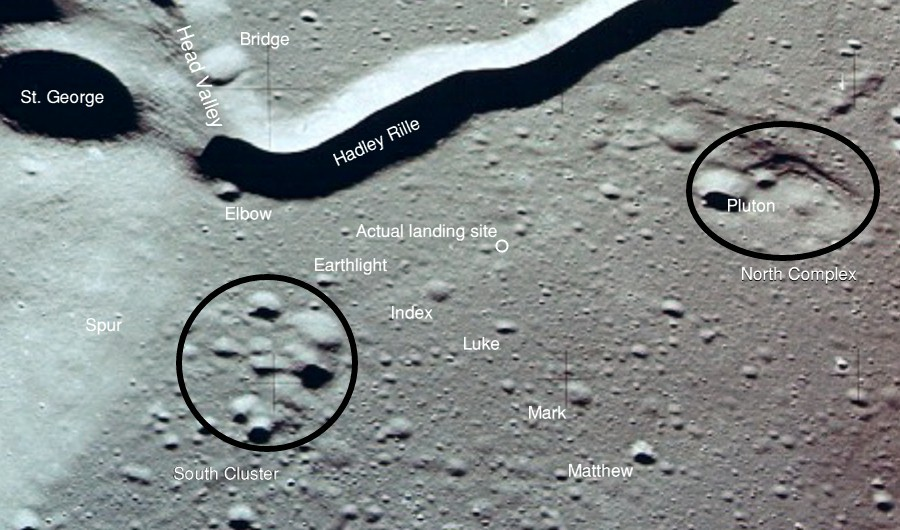
Место фактической посадки «Аполлона-15» отмечено маленьким белым кружком. Тёмными окружностями обведены: слева — Южное Скопление кратеров, справа — Северный Комплекс. Между ними на одной прямой расположены четыре кратера: Матфей, Марк, Лука и Индекс. Запланированное место посадки находилось рядом с кратером Индекс

В течение следующего витка Альфред Уорден продолжал работать с панорамной и картографирующей камерами. Панорамная камера (англ. Panoramic Camera) представляла собой модификацию камеры КА-80А, которую ВВС США ставили на свои спутники-шпионы. Аналогичные камеры использовались и на высотных самолётах-разведчиках Lockheed U-2, Lockheed A-12 и Lockheed SR-71. 610-мм объектив панорамной камеры с диафрагмой 3,5 мог различать с высоты 110 км детали размером меньше 2 метров. Длинные полоски лунной поверхности (330 км х 21 км) отображались на одном кадре фотоплёнки размером 114,8 см х 11,4 см. Каждая экспозиция начиналась, когда объектив камеры был отклонён в сторону от вертикали (в плоскости, перпендикулярной плоскости орбиты) на 54°. Затем он поворачивался на 108°, пересекая проекцию орбиты корабля на лунную поверхность. Поворот объектива на 12,5° вперёд-назад (в плоскости орбиты) давал возможность делать стереофотографии для топографического картографирования. Движение корабля по орбите компенсировалось сенсором скорости-высоты, который определял скорость перемещения деталей поверхности в поле зрения камеры и давал сигнал для компенсирующего движения плёнки. Хьюстон сообщил Уордену, что панорамная камера даёт примерно 70 % хороших снимков. Это количество было признано достаточным, поэтому астронавта заверили, что никаких специальных процедур от него не потребуется. (Позже в ходе полёта выяснилось, что сенсор скорости-высоты работал не совсем исправно, что привело к небольшому смазыванию изображений). В общей сложности панорамная камера работала в течение 11 витков, всего на 2-х километрах плёнки «Кодак» ЕК-3414 было получено 1529 пригодных снимков. Кассета с плёнкой весила 32,6 кг.

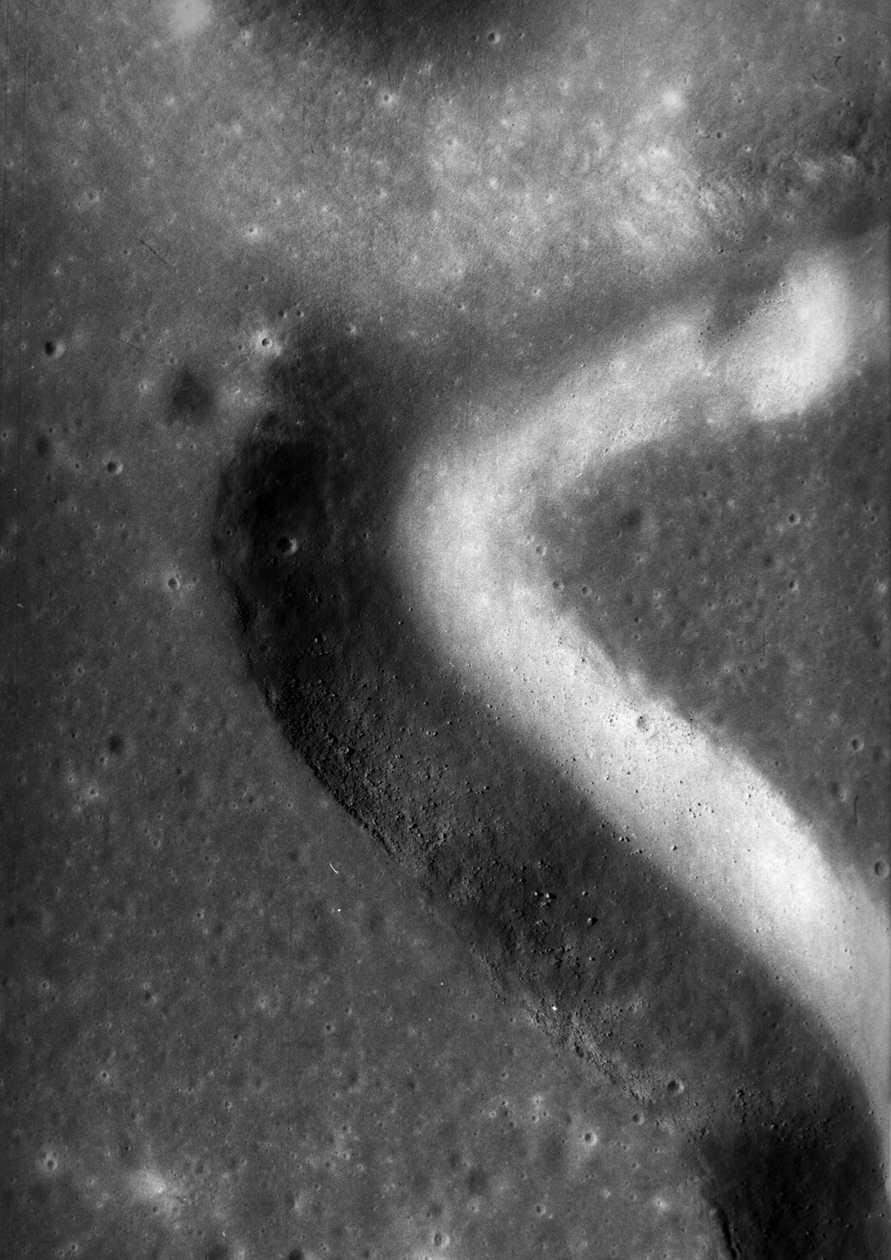
Фрагмент снимка панорамной камеры. Светлое пятно ближе к левому нижнему углу — потревоженный двигателем лунный грунт на месте посадки «Фалкона». На дне и стенках каньона Хэдли Рилл отчётливо видны валуны. Юг — вверху

Картографирующая камера (англ. Mapping Camera), в действительности, состояла из двух камер: метрической камеры (англ. Metric Camera) и звёздной камеры (англ. Stellar Camera), которые работали в связке с лазерным высотомером. Поле зрения 76-мм объектива метрической камеры (диафрагма 4,5) имело угловой размер 74°, поэтому, если камера смотрела прямо вниз, на каждом кадре плёнки отображался квадрат лунной поверхности со стороной 165 км. Разрешающая способность камеры с высоты 110 км составляла порядка 20 м. Высота орбиты «Индевора», измерявшаяся лазерным высотомером с точностью до 1 м, записывалась на фотоплёнке. А точное направление, в котором был повёрнут объектив метрической камеры во время фотографирования, можно было определить с помощью звёздной камеры. Она снимала одновременно с метрической камерой, только не лунную поверхность, а звёзды. 85-мм объектив звёздной камеры (диафрагма 2,8, поле зрения 24°) был повёрнут под углом 96° к оптической оси метрической камеры. Чтобы обе камеры могли работать одновременно, вся конструкция картографирующей камеры во время съёмок выдвигалась на направляющих из модуля научных приборов. Звёздная камера использовалась также в случаях, когда с помощью лазерного высотомера проводились измерения над неосвещённым полушарием Луны. Это позволяло точно определить направление лазерного луча. Картографирующая камера работала в течение 18 витков и в первые часы обратного полёта к Земле. Всего было снято 2240 пригодных фотографий. Кассета весила 10,4 кг
После того, как Альфред Уорден передал Хьюстону координаты «Фалкона», картографирующая камера была оставлена работающей в течение целого витка, включая пролёт над тёмным полушарием. Это позволило собрать комбинированную информацию, которую давали лазерный высотомер и звёздная камера, по всей поверхности Луны под орбитой «Индевора». Поскольку позже с лазерным высотомером возникли проблемы, эти данные оказались единственными в своём роде, собранными в ходе миссии «Аполлона-15». Во время следующего пролёта командно-служебного модуля над местом посадки Центр управления полётами предоставил астронавтам возможность пообщаться между собой по радио. Командира экипажа Дэвида Скотта особо интересовало, видит ли Уорден с орбиты кратер Индекс, потому что сам он никак не мог найти и идентифицировать его во время посадки. Уорден подтвердил, что Индекс и три других кратера, которые были ориентирами для посадки, — Матфей, Марк и Лука — отлично видны с орбиты невооружённым глазом. Уорден добавил, что на этот раз, в отличие от прошлого, он не видит «Фалкон», но уточнил, что место посадки находится севернее кратера Индекс и немного западнее.
В конце этого рабочего дня был поставлен эксперимент по бистатической радиолокации Луны (англ. The Downlink Bistatic Radar Experiment). Его целью было определение электромагнитных свойств лунной поверхности путём приёма на Земле телеметрической информации и сигналов радиомаяков командно-служебного модуля, отражённых от Луны. В эксперименте были задействованы коротковолновый и УКВ-передатчики, а также все антенны «Индевора». Было необходимо, чтобы радиоволны падали на лунную поверхность наклонно и чтобы угол падения всё время менялся. Для этого Уорден перевёл корабль в медленное вращение вокруг продольной оси со скоростью 0,083° в секунду. Радиосигнал отражался от Луны и принимался на Земле. Сила отражённого сигнала менялась по мере изменения угла его падения на лунную поверхность. Электромагнитные свойства поверхности определялись путём измерения силы отражённого сигнала в зависимости от угла его падения на Луну. Угол, при котором сила отражённого сигнала минимальна, известен, как угол Брюстера. Он определяет электрическую постоянную. По отражённым сигналам можно было судить о неровности и электропроводности лунной поверхности. Коротковолновые сигналы должны были дать информацию о поверхностном слое, а УКВ-сигналы — о толщине слоя реголита, проникнув сквозь него и отразившись от скальных пород. Коротковолновые сигналы принимались на Земле 64-метровой антенной станции дальней космической связи в Голдстоуне, в Калифорнии, а УКВ-сигналы — 46-метровой антенной Стэнфордского университета, тоже в Калифорнии. Эксперимент продолжался в течение всего пролёта «Индевора» над видимой стороной Луны, голосовая связь между Уорденом и ЦУПом в этот период не поддерживалась. В начале 18-го витка у Уордена начался период отдыха.

## Бортовые спектрометры

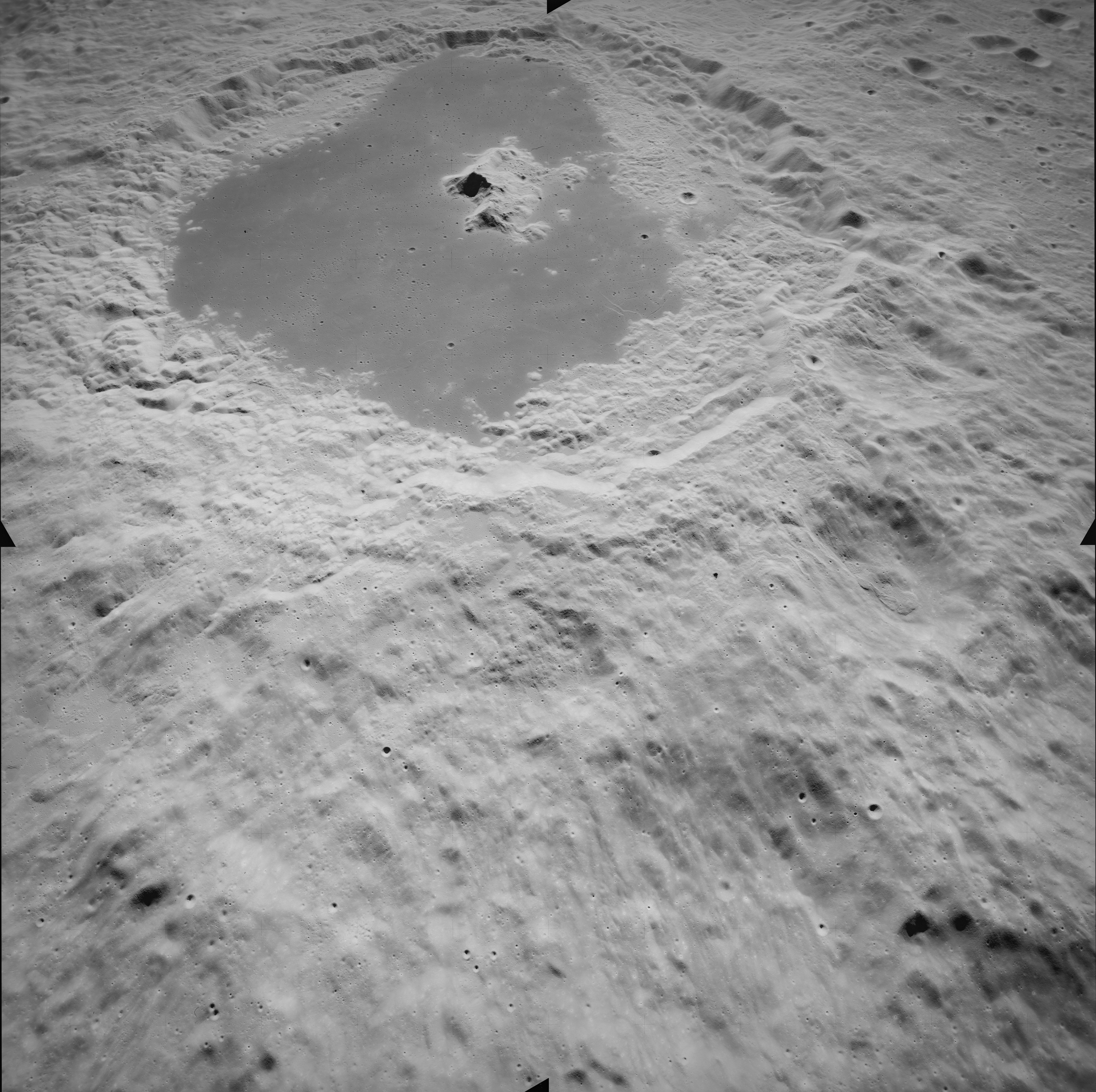
Кратер Циолковский, снятый Альфредом Уорденом на картографирующую камеру. Внутренняя часть западного отрезка вала кратера (вверху в центре) представляет собой почти прямую отвесную стену

В течение всего периода ночного отдыха Альфреда Уордена все четыре бортовых спектрометра, располагавшиеся в модуле научных приборов, оставались включёнными и продолжали собирать и передавать информацию. Масс-спектрометр определял состав и распределение сверхразряжённой лунной атмосферы, активные источники летучих элементов и места искусственного загрязнения. При проведении эксперимента повышенный интерес уделялся областям, лежащим вблизи терминатора, поскольку предполагалось, что именно в этих районах должны наблюдаться концентрации определённых газов. Для учёных были желательны измерения, как минимум, в течение пяти витков по окололунной орбите. Прибор мог идентифицировать атомы 54-х элементов таблицы Менделеева атомной массой от 12 до 66 а.е.м. Масс-спектрометр выдвигался из модуля научных приборов на стреле длиной 7,3 м. Пока Уорден отдыхал, «Индевор» был сориентирован таким образом, что летел соплом маршевого двигателя вперёд. Туда же было направлено и входное отверстие масс-спектрометра, улавливавшее химические элементы. Позднее в ходе миссии масс-спектрометр включался, когда корабль был развёрнут на 180° и летел носом вперёд. Но молекулы, которые удалось уловить при такой ориентации корабля, были отнесены учёными к газам, исходившим от самого командно-служебного модуля.
Спектрометр гамма-лучей, тоже выдвигавшийся на стреле длиной 7,3 м, предназначался для определения химического состава лунной поверхности. Он работал в связке с ещё двумя геохимическими приборами — рентгенофлуоресцентным спектрометром и спектрометром альфа-частиц. Гамма-спектрометр улавливал наведённую гамма-радиоактивность и был способен работать как над освещённой, так и над ночной стороной Луны. Прибор работал в диапазоне от 0,1 до 10 млн электрон-вольт. Рентгенофлуоресцентный спектрометр регистрировал рентгеновское свечение, вызванное взаимодействием рентгеновского излучения Солнца с лунной поверхностью. Это давало информацию о химических элементах, присутствующих в лунной породе. Прибор работал только над освещённой стороной Луны. Во время обратного полёта к Земле он также должен был измерить галактическое рентгеновское излучение. Спектрометр альфа-частиц измерял энергию альфа-частиц, выбрасываемых из лунной поверхности и расщелин в ней в качестве продуктов образования изотопов радона в результате радиоактивного распада урана и тория. Измерения велись в диапазоне от 4,7 до 9,3 млн электрон-вольт. Целью эксперимента было создание карты выбросов альфа-частиц в районах, над которыми пролетал «Аполлон-15». Работа этого прибора не зависела от солнечного освещения.
Учёных особо интересовали лунные породы с повышенным содержанием самария, урана, тория, калия и фосфора. Они назывались аббревиатурой англ. KREEP (К — калий; REE — англ. rare earth elements, редкоземельные элементы, и P — англ. phosphorus, фосфор). Спектрометр гамма-лучей был предназначен для определения именно этих пород. Они были обнаружены в местах посадок «Аполлона-12» и «Аполлона-14». Но их совсем не было в месте посадки «Аполлона-11», которое располагалось примерно в 1000 км к востоку от мест посадок «Аполлона-12» и «Аполлона-14». Во времена полёта «Аполлона-15» учёных интересовало, встречаются ли породы, содержащие элементы KREEP по всей Луне, или только в районах посадок «Аполлона-12» и «Аполлона-14». Позднее сложились представления, что породы с элементами KREEP представляют собой химические остатки океана магмы после образования лунной коры. Элементы KREEP всплывали на поверхность, поскольку они не «встраивались» в компактные кристаллические структуры. Результаты, полученные в конце XX века спектрометром гамма-лучей космического аппарата Lunar Prospector (1998—1999 гг.), показали, что породы, содержащие элементы KREEP, концентрируются по краям Моря Дождей и в горных районах вокруг него, в морях на видимой стороне Луны, в Море Мечты на обратной стороне и в Бассейне Южный полюс—Эйткен и в гораздо меньших количествах встречаются в горах. Результаты работы КА Lunar Prospector подтвердили предположения о том, что гигантские метеоритные удары, в результате которых образовались Море Дождей и Бассейн Южный полюс—Эйткен, выбросили и разбросали по Луне породы, содержащие элементы KREEP

## День второй

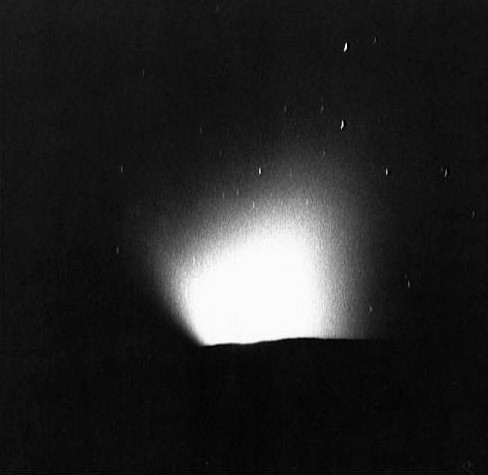
Фото солнечной короны

На шестой день после начала миссии «Аполлона-15», 31 июля 1971 года, на 21-м витке вокруг Луны Хьюстон разбудил Альфреда Уордена. «Индевор» в тот момент находился на орбите 102 км на 120 км. Оператор связи (англ. Capsule Communicator) Карл Хенайз сообщил Уордену, что учёные очень довольны информацией, которую передаёт аппаратура модуля научных приборов. По оценке специалистов, которую привёл Хенайз, данные одного только спектрометра гамма-лучей, полученные на первом витке, уже оправдывали весь полёт «Аполлона-15». (6-дневное пребывание «Индевора» на окололунной орбите с наклонением 26° дало возможность изучить сравнительно узкую полосу лунной поверхности. Основной массив информации был получен именно на первом витке. Последующие витки добавляли лишь некоторые нюансы и позволяли проверять информацию. Идеальным для учёных было бы пребывание корабля на полярной орбите в течение месяца. Тогда Луна совершила бы полный оборот вокруг своей оси, и в поле зрения научных приборов попала бы вся её поверхность. Но для миссий, предполагавших посадку астронавтов в определённых районах, это было невозможным по причине строжайших требований к экономии топлива и других расходных материалов).
Позже, когда Уорден завтракал, Хенайз проинформировал его подробнее о результатах работы научной аппаратуры. По его словам рентгенофлуоресцентный спектрометр показывал присутствие магния, алюминия и кремния в лунных породах. Масс-спектрометр показал много пиков, отчётливо определив неон и аргон. Спектрометр альфа-частиц отметил пик радона над Океаном Бурь и возможность пиков над некоторыми другими районами Луны. Картографирующая камера, по словам Хенайза, работала отлично. А панорамная камера (это было уточнение по сравнению с предыдущим днём) давала 80 % хороших снимков, несмотря на проблемы с сенсором скорости-высоты.
В конце 23-го витка, когда «Индевор» находился над обратной стороной Луны, перед самым выходом Солнца из-за лунного горизонта, Уорден провёл сеанс фотографирования солнечной короны. Ещё один такой сеанс он провёл над видимой стороной Луны, сразу после того, как Солнце село за горизонт. Центр управления полётами в Хьюстоне периодически кратко информировал Уордена о том, что делают его коллеги на поверхности Луны: о выходе Дэвида Скотта на поверхность Луны, о выгрузке «Лунного Ровера», о первой поездке астронавтов, возвращении к лунному модулю и установке комплекта научных приборов ALSEP (англ. Apollo Lunar Surface Experiments Package).

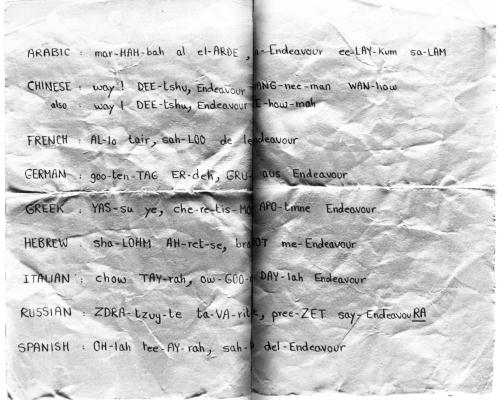
Листок бумаги, на котором Фарук аль-Баз на девяти языках написал фразу: «Здравствуй, Земля! „Индевор“ приветствует тебя!»

На каждом витке, когда над лунным горизонтом начинала подниматься Земля и связь с Хьюстоном восстанавливалась, Альфред Уорден произносил фразу: «Здравствуй, Земля! „Индевор“ приветствует тебя!» (англ. Hello Earth! Greetings from Endeavour!) Идея этого принадлежала Уордену и его наставнику по геологии, американцу египетского происхождения Фаруку аль-Базу. Каждый раз фраза произносилась на разных языках (кроме английского, — ещё на девяти, включая немецкий, французский, русский, испанский, греческий, итальянский, арабский, иврит и китайский). На листе бумаги Фарук аль-Баз записал фонетической транскрипцией, как она звучит на других языках. По замыслу авторов, это должно было стать символом того, что астронавты «Аполлона-15» представляют всё человечество. После полёта, в 1974 году, Альфред Уорден опубликовал сборник своих стихов, взяв эту фразу в качестве названия книги.

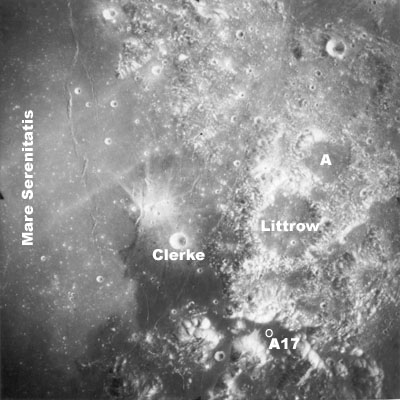
Юго-восточная окраина Моря Ясности. Чуть правее центра — кратер Литтров. Хорошо видна разница в цвете лунной поверхности на западе и южнее кратера Клерк. Кружком и значком А 17 внизу справа отмечено место будущей посадки «Аполлона-17» в долине Таурус —Литтров. Снимок сделан картографирующей камерой

Несколько раз в течение этого дня, пролетая над юго-восточной окраиной Моря Ясности, Уорден докладывал Хьюстону, что этот район вблизи кратера Литтров, включая долины в близлежащих Таврических горах, выглядит значительно темнее остальной поверхности моря. Это могло свидетельствовать об относительно недавней вулканической активности. Уорден сообщил также, что видит множество небольших конусов пепла с кратерами наверху, похожих на воронки. Эти наблюдения и сделанные фотографии способствовали тому, что долина Тавр—Литтров была выбрана в качестве места посадки «Аполлона-17». В декабре 1972 года астронавты Юджин Сернан и Харрисон Шмитт обнаружат в этом районе отложения «оранжевой почвы». Она состояла из мельчайшего бисера пирокластического стекла, выброшенного в жидком состоянии из фумаролы вулканическим огненным фонтаном 3,64 млрд лет назад.
По просьбе Хьюстона, Уорден визуально наблюдал также кратер Аристарх, расположенный на видимой стороне Луны, посреди Океана Бурь. Он ещё находился в тени и освещался только солнечным светом, отражённым от Земли. 29 октября 1963 года профессиональный астроном Джеймс Гринэйкр (англ. James Greenacre) во время картографирования Луны с помощью телескопа наблюдал в кратере Аристарх красноватое свечение. Наблюдение этого кратковременного лунного явления было подтверждено четырьмя независимыми наблюдателями, включая директора обсерватории Лоуэлла, что вызвало шумиху в прессе. Высказывались мнения, что получены свидетельства вулканической активности Луны. Кратер Аристарх с его мощной системой светлых лучей отлично виден с Земли во время полнолуния. Но он различим, даже когда находится в тени. «Аполлон-15» был первым пилотируемым кораблём, орбита которого пролегала вблизи этого кратера. Уорден не увидел никаких загадочных свечений, но доложил на Землю, что Аристарх — очень яркий кратер даже при земном свете, почти такой же яркий, как и при солнечном сиянии.
Два—три раза в день Альфред Уорден занимался физическими упражнениями. В отличие от своих коллег, он единственный оставался в невесомости на протяжении всего полёта. На борту были растягивающиеся шнуры, вроде эспандера, которые помогали поддерживать тонус мышц рук и плеч. Но больше всего Уордену нравился бег на месте. Он складывал и убирал своё центральное кресло и на освобождавшемся пространстве начинал изо всех сил бежать на месте. Вернее, это, скорее, походило на вращение педалей на месте, поскольку ноги ни от чего не отталкивались. Но, как рассказывал Уорден на послеполётном опросе, это упражнение давало нагрузку на те группы мышц, которые её ранее никогда не получали, а пульс можно было довести до 130—140 ударов в минуту, и это было отличной тренировкой сердечно-сосудистой системы. Дэвид Скотт рассказывал также, что можно было делать глубокие приседания, уперевшись ногами в заднюю стену кабины и держась руками за кресла. Он рекомендовал последующим экспедициям разрешить брать на борт небольшой тренажёр, наподобие велоэргометра.
Ближе к концу рабочего дня, как и накануне, Уордену была предоставлена возможность немного пообщаться по радио со Скоттом и Ирвином. Скотт сообщил, что после прогулки в кабине «Фалкона» стало очень грязно и пообещал привезти немного грязи и Уордену на орбиту. Уорден рассказал, что не может разглядеть следов «Лунного Ровера», но через минуту добавил, что видит округлое пятно в месте посадки, которое по цвету отличается от окружающей лунной поверхности. На 28-м витке Уорден провёл повторный эксперимент по бистатической радиолокации Луны. На 29-м витке у него начался очередной период ночного отдыха.

## День третий

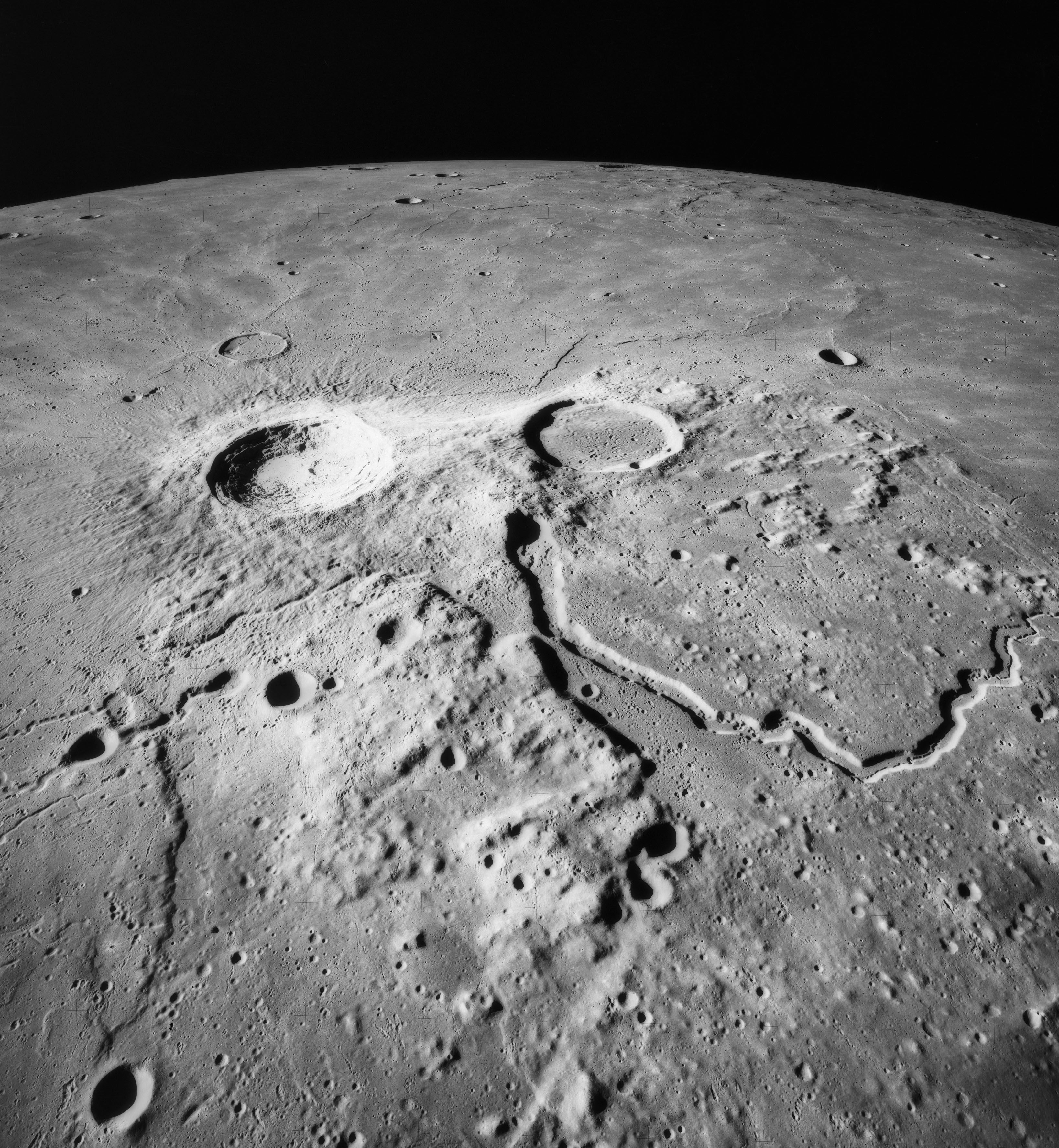
Кратер Аристарх (слева), снятый ближе к концу миссии, при солнечном освещении. Справа — кратер Геродот. Ниже — каньон Долина Шрётера

За 38 часов, прошедших с тех пор, как «Фалкон» с Дэвидом Скоттом и Джеймсом Ирвином на борту пошёл на посадку, а Альфред Уорден перевёл «Индевор» на круговую орбиту, Луна повернулась вокруг своей оси под орбитой корабля более, чем на 21°, что давало возможность наблюдать и фотографировать всё новые районы. За это же время терминатор сместился на запад на 19,5°, Солнце уже осветило и центральные области Моря Дождей.
На третий день сольной работы на орбите, 1 августа 1971 года, у Уордена начались проблемы с масс-спектрометром. На время измерений он выдвигался из модуля научных приборов на стреле длиной 7,3 м. После этого его нужно было убирать. Но индикатор на приборной панели показывал, что масс-спектрометр не убирается до конца. Уордену приходилось по нескольку раз щёлкать переключателем, чтобы снова выдвинуть и ещё раз попытаться убрать прибор. Позже, во время выхода в открытый космос в межпланетном пространстве на обратном пути к Земле, Уорден осмотрел отсек, куда убирался масс-спектрометр, и обнаружил, что направляющие штыри механизма, выдвигающего стрелу, едва входят в предназначенные для них отверстия. Уже после полёта было установлено, что причина неполадок заключалась в остановках мотора стрелы масс-спектрометра из-за переохлаждения. Стрела не убиралась, когда мотор долгое время находился в тени, и, наоборот, всё было в порядке, когда его согревало Солнце. Этот урок был учтён при подготовке последующих миссий «Аполлона-16» и «Аполлона-17».
В этот же день в районе кратера Аристарх Уорден фотографировал на чёрно-белую плёнку с очень высокой чувствительностью (6000 ASA) лунную поверхность, освещённую только отражённым от Земли солнечным светом. Такое фотографирование с окололунной орбиты проводилось впервые. Всего было сделано 15 фотографий. Их послеполётный анализ показал, что альбедо дна кратера Аристарх примерно в семь раз выше, чем альбедо поверхности окружающего кратер моря. Когда корабль находился в полной тени и на него не падал ни прямой солнечный, ни отражённый от Земли свет, Уорден фотографировал также астрономические явления зодиакального света и противосияния. Фото делались с большой выдержкой — от одной до трёх минут. Эксперимент по фотографированию противосияния стал единственным из всех экспериментов, проведённых в ходе миссии «Аполлона-15», который не дал никаких результатов. Фотографии не получились, потому что из-за ошибок в расчётах, сделанных на Земле, корабль был неправильно сориентирован.

## День четвёртый

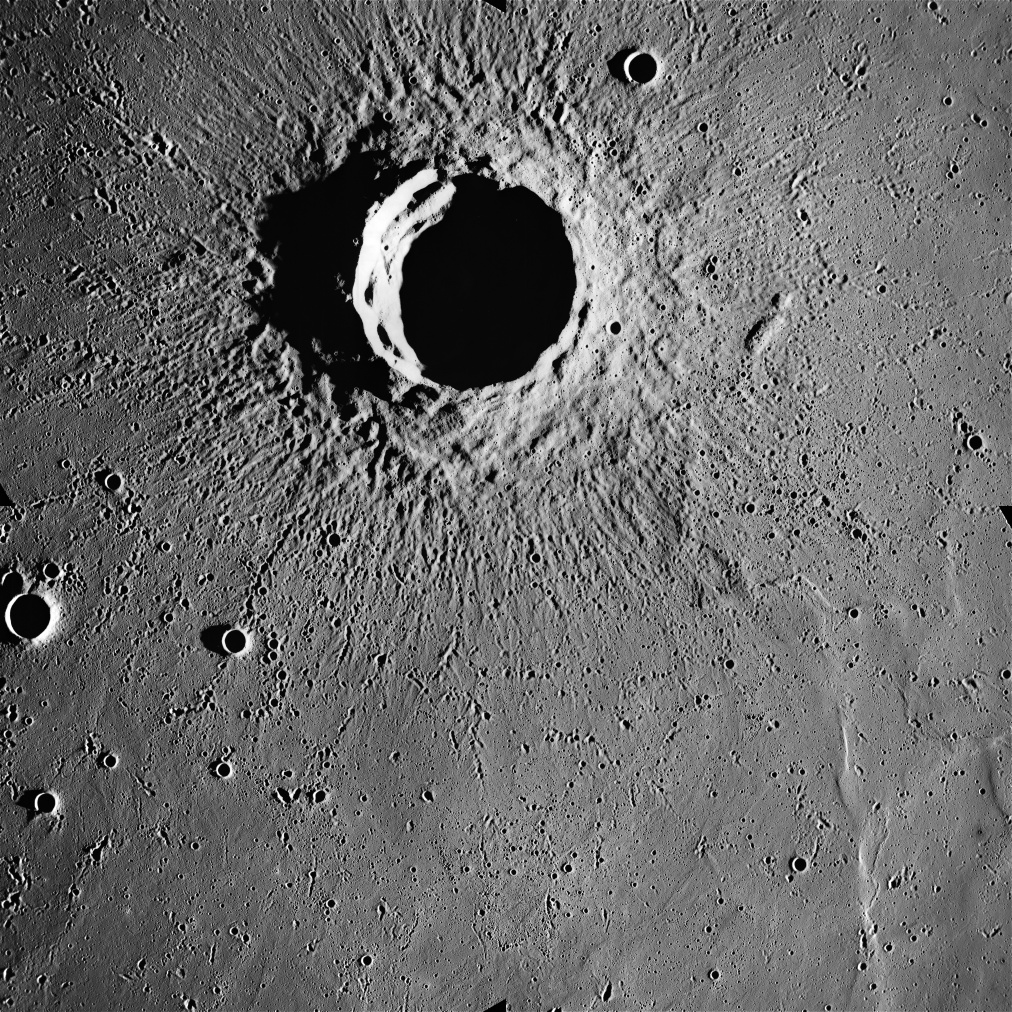
Кратер Тимохарис в Море Дождей, снятый картографической камерой

2 августа 1971 года, на восьмой день миссии, трёхдневное пребывание Дэвида Скотта и Джеймса Ирвина на поверхности Луны должно было завершиться. Им предстояло совершить третью и последнюю поездку, на этот раз к каньону Хэдли Рилл, и, вернувшись к «Фалкону», подготовиться к взлёту. Альфред Уорден продолжал фотографирование и работу с оборудованием модуля научных приборов. В начале дня он совершил манёвр по изменению плоскости орбиты корабля. В отличие от предыдущих манёвров на лунной орбите, этот был предпринят не над обратной стороной Луны, а как только «Индевор» показался из-за её диска на 45-м витке и связь с ним восстановилась. Уорден на 18 секунд с помощью только контура «В» включил основной двигатель командно-служебного модуля. Вследствие вращения Луны район посадки в Хэдли—Апеннинах за три дня переместился на восток от плоскости орбиты «Индевора» почти на 900 км. Манёвр был необходим для того, чтобы к моменту взлёта лунного модуля с Луны орбиты обоих кораблей снова оказались в одной плоскости.
В течение дня Хьюстон информировал Уордена о предварительных результатах работы научных приборов. Данные рентгенофлуоресцентного спектрометра показывали повышенное содержание магния в породах, складывающих лунные моря, и повышенное содержание алюминия в горных районах. Лазерный высотомер, который к тому моменту уже почти вышел из строя, успел экспериментально подтвердить теоретические предположения о том, что поверхность обратной стороны Луны отстоит дальше от центра, чем поверхность видимой стороны. Оператор связи сообщил Уордену, что из-за проблем с сенсором скорости-высоты постепенно ухудшалась работа панорамной камеры. Она уже давала не более 60—70 % хороших снимков.
Незадолго до взлёта «Фалкона» Уорден с помощью секстанта провёл отслеживание ориентира на лунной поверхности. В качестве такового на сей раз должен был выступить сам лунный модуль, который был виден по тени на поверхности в первый день. Эти наблюдения были необходимы для уточнения параметров орбиты командно-служебного модуля и обновления данных в системе навигации «Фалкона» для взлёта, сближения и стыковки. От Уордена требовалось найти лунный модуль на поверхности визуально, поймать его в перекрестие секстанта и сделать метки. Однако он испытал затруднения. Солнце уже стояло высоко, все тени стали короче, а лунная поверхность значительно ярче. На отслеживание «Фалкона» у Уордена было всего 2 минуты 51 секунда. После этого он доложил Хьюстону, что сделал пару меток, но не уверен, что они получились точными, потому что ему не удавалось удержать лунный модуль в перекрестии. На послеполётном опросе Уорден признавал, что не смог идентифицировать «Фалкон». И дело было не только в почти полном отсутствии теней. По словам астронавта, наблюдениям сильно мешал красноватый или ярко-розовый блик на оптике секстанта, из-за которого он временами не видел даже поверхности. Уорден оценил это отслеживание ориентира, как не самое успешное. Но такие его результаты не помешали предстоящей стыковке «Индевора» с «Фалконом».